# 细梗弯喙乌头
细梗弯喙乌头（学名：Aconitum campylorrhynchum var. tenuipes）为毛茛科乌头属下的一个变种。

## 扩展阅读
- 維基物種上的相關：细梗弯喙乌头